# Carmel Buckley
Carmel Buckley (nascida em 1956) é uma artista britânica.
O seu trabalho está incluído nas colecções do Museu de Belas-Artes de Houston e da Galeria Nacional de Arte.